# Roncofreddo
Roncofreddo (romanyol nyelven Runfrèd) település Olaszországban, Emilia-Romagna régióban, Forlì-Cesena megyében. Lakosainak száma 3422 fő (2023. január 1.). Roncofreddo Borghi, Cesena, Mercato Saraceno, Montiano, Sogliano al Rubicone és Longiano községekkel határos.

## Népesség
A település lakossága az elmúlt években az alábbi módon változott:
| Lakosok száma | 3371 | 3388 | 3422 |
|               | 2017 | 2018 | 2023 |